# Hydrocotyle petelotii
Hydrocotyle petelotii là một loài thực vật có hoa trong Họ Cuồng. Loài này được Tardieu mô tả khoa học đầu tiên năm 1967.